# Campeonato Mundial de Clubes de Voleibol Masculino de 2016
O Campeonato Mundial de Clubes de Voleibol Masculino de 2016 foi a décima-segunda edição deste torneio organizado anualmente pela Federação Internacional de Voleibol (FIVB). Foi disputado entre os dias 18 e 23 de outubro no Ginásio Divino Braga, Betim, Minas Gerais, Brasil.
Foi a primeira vez que duas cidades do mesmo Estado dividiram a sede da disputa.
A edição foi vencida pelo clube brasileiro Sada Cruzeiro Vôlei, conquista que representou o tricampeonato desta entidade, sendo o bicampeonato consecutivo. O levantador brasileiro William Arjona foi eleito o melhor jogador da competição.

## Formato de disputa
As oito equipes foram dispostas em dois grupos de quatro equipes. Todas as equipes se enfrentaram dentro de seus grupos em turno único. As duas primeiras colocadas de cada grupo se classificaram para a fase semifinal, na qual se enfrentaram em cruzamento olímpico. Os times vencedores das semifinais se enfrentaram na partida final, que definiu o campeão; já as equipes derrotadas nas semifinais decidiram a terceira posição, não houve disputa do quinto ao oitavo lugar, finalizando empatadas em quinto lugar as equipes terceiras colocadas de cada grupo e de maneira análoga para definir o oitavo lugar aplicou-se para as equipes quarta colocadas de cada grupo.
Para a classificação dentre dos grupos na primeira fase, o placar de 3–0 ou 3–1 garantiu três pontos para a equipe vencedora e nenhum para a equipe derrotada; já o placar de 3–2 garantiu dois pontos para a equipe vencedora e um para a perdedora.

## Local das partidas
| Todas as partidas    |
| Betim, Minas Gerais  |
| -------------------- |
|                      |
| Ginásio Divino Braga |
| Capacidade: 6 000    |

## Equipes participantes
As seguintes equipes foram qualificadas ou convidadas para a disputa do Campeonato Mundial de Clubes de 2016.
| Equipe              | País          | Qualificação                                                            |
| ------------------- | ------------- | ----------------------------------------------------------------------- |
| Minas Tênis Clube   | Brasil        | Representante do país-sede                                              |
| Sada Cruzeiro Vôlei | Brasil        | Campeão do Campeonato Sul-Americano de Clubes de 2016                   |
| Zenit Kazan         | Rússia        | Campeão da Liga dos Campeões da Europa de 2015-16                       |
| Taichung Bank       | Taipé Chinesa | Campeão do Campeonato Asiático de Clubes de 2015                        |
| Tala'ea El-Gaish    | Egito         | Campeão do Campeonato Africano de Clubes de 2016                        |
| UPCN/San Juan       | Argentina     | Convidado, terceiro lugar do Campeonato Sul-Americano de Clubes de 2016 |
| Personal/Bolívar    | Argentina     | Convidado, quarto lugar do Campeonato Sul-Americano de Clubes de 2016   |
| Diatec Trentino     | Itália        | Convidado, vice-campeão da Liga dos Campeões da Europa de 2015-16       |

Nota
DES ^  Equipe desistiu da participação do torneio, antes seriam apenas seis participantes, mas a FIVB anunciou convite a três clubes, são eles: UPCN, Bolívar e Trentino, todos confirmaram participação, por esta razão a programação da edição sofreu mudanças.

## Primeira fase
A FIVB divulgou 8 de setembro o resultado do sorteio de grupos e nova tabela de jogos.
- Todos as partidas no horário de Brasília (UTC−3).

|  | Qualificados para as semifinais |

### Grupo A
|     |                     |     | Jogos | Jogos | Jogos | Pontos | Pontos | Pontos | Sets | Sets | Sets  |
| Pos | Equipe              | Pts | T     | V     | D     | V      | P      | R      | V    | P    | R     |
| --- | ------------------- | --- | ----- | ----- | ----- | ------ | ------ | ------ | ---- | ---- | ----- |
| 1   | Sada Cruzeiro Vôlei | 9   | 3     | 3     | 0     | 246    | 181    | 1.359  | 9    | 1    | 9,000 |
| 2   | Zenit Kazan         | 6   | 3     | 2     | 1     | 239    | 199    | 1.201  | 7    | 3    | 2.333 |
| 3   | Taichung Bank       | 3   | 3     | 1     | 2     | 192    | 232    | 0.828  | 3    | 7    | 0.429 |
| 4   | Tala'ea El-Gaish    | 0   | 3     | 0     | 3     | 183    | 248    | 0.738  | 1    | 9    | 0.111 |

Resultados
| 18 de outubro 14:30 P2 P3 | Zenit Kazan | 3 — 0             | Tala'ea El-Gaish | Ginásio Divino Braga, Betim Público: 386 Árbitro(s): JAP Shin Muranaka PUR Josmer Perez |
| 18 de outubro 14:30 P2 P3 | 25          | Set 1 Set 2 Set 3 | 14 19 15         | Ginásio Divino Braga, Betim Público: 386 Árbitro(s): JAP Shin Muranaka PUR Josmer Perez |

| 18 de outubro 19:00 P2 P3 | Sada Cruzeiro Vôlei | 3 — 0             | Taichung Bank | Ginásio Divino Braga, Betim Público: 4 200 Árbitro(s): IRN Mohamnad Shahmiri EGI Nasr Shaaban |
| 18 de outubro 19:00 P2 P3 | 25                  | Set 1 Set 2 Set 3 | 10 16 13      | Ginásio Divino Braga, Betim Público: 4 200 Árbitro(s): IRN Mohamnad Shahmiri EGI Nasr Shaaban |

| 19 de outubro 19:00 P2 P3 | Sada Cruzeiro Vôlei | 3 — 0             | Tala'ea El-Gaish | Ginásio Divino Braga, Betim Público: 3 800 Árbitro(s): ITA Fabrizio Pasquali RUS Andrey Zenovich |
| 19 de outubro 19:00 P2 P3 | 25                  | Set 1 Set 2 Set 3 | 18 20 25         | Ginásio Divino Braga, Betim Público: 3 800 Árbitro(s): ITA Fabrizio Pasquali RUS Andrey Zenovich |

| 20 de outubro 15:00 P2 P3 | Tala'ea El-Gaish | 1 — 3                   | Taichung Bank | Ginásio Divino Braga, Betim Público: 1 000 Árbitro(s): BRA Rogério Espicalsky IRN Mohamnad Shahmiri |
| 20 de outubro 15:00 P2 P3 | 25 20 14 23      | Set 1 Set 2 Set 3 Set 4 | 23 25         | Ginásio Divino Braga, Betim Público: 1 000 Árbitro(s): BRA Rogério Espicalsky IRN Mohamnad Shahmiri |

| 20 de outubro 20:00 P2 P3 | Sada Cruzeiro Vôlei | 3 — 1             | Zenit Kazan | Ginásio Divino Braga, Betim Público: 6 000 Árbitro(s): ITA Fabrizio Pasquali EGI Nasr Shaaban |
| 20 de outubro 20:00 P2 P3 | 25 20 26 25         | Set 1 Set 2 Set 3 | 20 25 24 20 | Ginásio Divino Braga, Betim Público: 6 000 Árbitro(s): ITA Fabrizio Pasquali EGI Nasr Shaaban |

| 21 de outubro 17:30 P2 P3 | Zenit Kazan | 3 — 0             | Taichung Bank | Ginásio Divino Braga, Betim Público: 300 Árbitro(s): PUR Josmer Broche MEX Luis Macias |
| 21 de outubro 17:30 P2 P3 | 25          | Set 1 Set 2 Set 3 | 22 16 17      | Ginásio Divino Braga, Betim Público: 300 Árbitro(s): PUR Josmer Broche MEX Luis Macias |

### Grupo B
|     |                   |     | Jogos | Jogos | Jogos | Pontos | Pontos | Pontos | Sets | Sets | Sets  |
| Pos | Equipe            | Pts | T     | V     | D     | V      | P      | R      | V    | P    | R     |
| --- | ----------------- | --- | ----- | ----- | ----- | ------ | ------ | ------ | ---- | ---- | ----- |
| 1   | Diatec Trentino   | 9   | 3     | 3     | 0     | 249    | 210    | 1.186  | 9    | 1    | 9,000 |
| 2   | Personal/Bolívar  | 6   | 3     | 2     | 1     | 284    | 292    | 0.973  | 7    | 5    | 1.400 |
| 3   | UPCN/San Juan     | 3   | 3     | 1     | 2     | 250    | 246    | 1.016  | 4    | 6    | 0.667 |
| 4   | Minas Tênis Clube | 0   | 3     | 0     | 3     | 208    | 243    | 0.856  | 1    | 9    | 0.111 |

Resultados
| 18 de outubro 17:00 P2 P3 | Minas Tênis Clube | 0 — 3             | UPCN/San Juan | Ginásio Divino Braga, Betim Público: 600 Árbitro(s): RUS Andrey Zenovich MEX Luis Macias |
| 18 de outubro 17:00 P2 P3 | 22 18             | Set 1 Set 2 Set 3 | 25            | Ginásio Divino Braga, Betim Público: 600 Árbitro(s): RUS Andrey Zenovich MEX Luis Macias |

| 19 de outubro 14:00 P2 P3 | Personal/Bolívar | 3 — 1                   | UPCN/San Juan | Ginásio Divino Braga, Betim Público: 1 000 Árbitro(s): EGI Nasr Shaaban BRA Rogério Epicalsky |
| 19 de outubro 14:00 P2 P3 | 33 22 30 27      | Set 1 Set 2 Set 3 Set 4 | 31 25 28 25   | Ginásio Divino Braga, Betim Público: 1 000 Árbitro(s): EGI Nasr Shaaban BRA Rogério Epicalsky |

| 19 de outubro 16:45 P2 P3 | Diatec Trentino | 3 — 0             | Minas Tênis Clube | Ginásio Divino Braga, Betim Público: 500 Árbitro(s): PUR Josmer Perez JAP Shin Muranaka |
| 19 de outubro 16:45 P2 P3 | 25              | Set 1 Set 2 Set 3 | 23 19 23          | Ginásio Divino Braga, Betim Público: 500 Árbitro(s): PUR Josmer Perez JAP Shin Muranaka |

| 20 de outubro 17:30 P2 P3 | Diatec Trentino | 3 — 1                   | Personal/Bolívar | Ginásio Divino Braga, Betim Público: 2 200 Árbitro(s): MEX Luis Macias RUS Andrey Zenovich |
| 20 de outubro 17:30 P2 P3 | 25 23 25        | Set 1 Set 2 Set 3 Set 4 | 18 25 17 19      | Ginásio Divino Braga, Betim Público: 2 200 Árbitro(s): MEX Luis Macias RUS Andrey Zenovich |

| 21 de outubro 15:00 P2 P3 | Personal/Bolívar | 3 — 1                   | Minas Tênis Clube | Ginásio Divino Braga, Betim Público: 600 Árbitro(s): IRI Mohammad Shahmiri ITA Fbarizio Pasquali |
| 21 de outubro 15:00 P2 P3 | 18 25            | Set 1 Set 2 Set 3 Set 4 | 25 19 22          | Ginásio Divino Braga, Betim Público: 600 Árbitro(s): IRI Mohammad Shahmiri ITA Fbarizio Pasquali |

| 21 de outubro 20:00 P2 P3 | UPCN/San Juan | 0 — 3             | Trentino Volley | Ginásio Divino Braga, Betim Público: 600 Árbitro(s): RUS Andrey Zenovich JAP Shin Muranaka |
| 21 de outubro 20:00 P2 P3 | 24 19 23      | Set 1 Set 2 Set 3 | 26 25           | Ginásio Divino Braga, Betim Público: 600 Árbitro(s): RUS Andrey Zenovich JAP Shin Muranaka |

## Fase final
|  | Semifinais          | Semifinais    |   |                  | Final               | Final |  |
|  |                     |               |   |                  |                     |       |  |
|  | 22 de outubro       |               |   |                  |                     |       |  |
|  | Sada Cruzeiro Vôlei | 3             |   |                  |                     |       |  |
|  | Personal/Bolívar    | 1             |   |                  |                     |       |  |
|  |                     |               |   |                  |                     |       |  |
|  |                     |               |   |                  | 23 de outubro       |       |  |
|  |                     |               |   |                  | Sada Cruzeiro Vôlei | 3     |  |
|  |                     | Zenit Kazan   | 0 |                  |                     |       |  |
|  |                     |               |   |                  |                     |       |  |
|  |                     |               |   |                  |                     |       |  |
|  |                     |               |   |                  | Terceiro lugar      |       |  |
|  | 22 de outubro       | 22 de outubro |   | 23 de outubro    | 23 de outubro       |       |  |
|  | Zenit Kazan         | 3             |   | Personal/Bolívar | 2                   |       |  |
|  | Diatec Trentino     | 0             |   |                  | Diatec Trentino     | 3     |  |

### Semifinais
| 22 de outubro 15:00 P2 P3 | Zenit Kazan | 3 — 0             | Diatec Trentino | Ginásio Divino Braga, Betim Público: 2 800 Árbitro(s): BRA Rogério Espicalsky IRI Mohammad Shahmiri |
| 22 de outubro 15:00 P2 P3 | 25          | Set 1 Set 2 Set 3 | 18 23 18        | Ginásio Divino Braga, Betim Público: 2 800 Árbitro(s): BRA Rogério Espicalsky IRI Mohammad Shahmiri |

| 22 de outubro 18:00 P2 P3 | Sada Cruzeiro Vôlei | 3 — 1                   | Personal/Bolívar | Ginásio Divino Braga, Betim Público: 6 000 Árbitro(s): JAP Shin Muranaka PUR Josmer Perez Broche |
| 22 de outubro 18:00 P2 P3 | 21 25               | Set 1 Set 2 Set 3 Set 4 | 25 15 19         | Ginásio Divino Braga, Betim Público: 6 000 Árbitro(s): JAP Shin Muranaka PUR Josmer Perez Broche |

### Terceiro lugar
| 23 de outubro 14:00 P2 P3 | Personal/Bolívar | 2 — 3                         | Diatec Trentino | Ginásio Divino Braga, Betim Público: 4 800 Árbitro(s): RUS Andrey Zenovich BRA Rogério Espicalsky |
| 23 de outubro 14:00 P2 P3 | 22 25 23 31 15   | Set 1 Set 2 Set 3 Set 4 Set 5 | 25 23 25 29 17  | Ginásio Divino Braga, Betim Público: 4 800 Árbitro(s): RUS Andrey Zenovich BRA Rogério Espicalsky |

### Final
| 23 de outubro 17:00 P2 P3 | Sada Cruzeiro Vôlei | 3 — 0             | Zenit Kazan | Ginásio Divino Braga, Betim Público: 6 500 Árbitro(s): EGI Nasr Shaaban MEX Luis Macias |
| 23 de outubro 17:00 P2 P3 | 25                  | Set 1 Set 2 Set 3 | 21 23 15    | Ginásio Divino Braga, Betim Público: 6 500 Árbitro(s): EGI Nasr Shaaban MEX Luis Macias |

## Classificação final
| Posição | Equipe              |
| ------- | ------------------- |
|         | Sada Cruzeiro Vôlei |
|         | Zenit Kazan         |
|         | Diatec Trentino     |
| 4       | Personal/Bolívar    |
| 5       | UPCN/San Juan       |
| 5       | Taichung Bank       |
| 7       | Minas Tênis Clube   |
| 7       | Tala'ea El-Gaish    |

## Premiações
| Campeonato Mundial de Clubes de 2016    |
| Brasil                                  |
| --------------------------------------- |
| Campeão Sada Cruzeiro Vôlei (3° título) |

## Prêmios individuais
A seleção do campeonato foi composta pelos seguintes jogadores:
- MVP (Most Valuable Player):  William Arjona